# Попл, Джон
Сэр Джон Энтони Попл (англ. Sir John Anthony Pople; 31 октября 1925, Бернем-Он-Си — 15 марта 2004, Чикаго) — английский химик-теоретик, один из основателей современной вычислительной химии. Создатель одной из наиболее широко используемых квантово-химических программ Gaussian. Лауреат Нобелевской премии по химии (1998) и других престижных наград.

## Биография

### Ранние годы и образование
Джон Попл родился в Бернем-он-Си в Сомерсете на юго-западе Англии. Его прадедушка по отцу поселился в Бернеме в середине XIX века и основал в этом городе небольшой бизнес. Дедушка Джона получил в наследство магазин одежды и передал его в управление отцу Джона, Герберту Киту Поплу, когда тот вернулся со службы в период Первой Мировой войны.
Мать Джона, Мэри Франсес Попл (урождённая Джонс) происходила из крестьянской семьи. Её отец хотел, чтобы Мэри была школьным учителем, но этому не суждено было сбыться: она стала заниматься обучением детей из богатой семьи, а позже, в период Первой мировой войны, была библиотекарем в армии. Большая часть её родственников были фермерами в Сомерсете и Уилтшире, поэтому Джон и его младший брат Дональд провели много времени на ферме.
Кит и Мери хотели, чтобы их дети чего-нибудь достигли и поэтому стремились устроить их в лучшие местные школы. Джон Попл учился в школе св. Маргариты (St Margaret’s School) в Бернем-он-Си в 1930—1932 годах и в колледже Бёрнема (англ. Burnham College) в 1932—1936 годах. Весной 1936 года он перешёл в среднюю школу Бристоля, одну из лучших школ для мальчиков, которая располагалась в 30 милях от Бернем-он-Си. Преподаватели этой школы дали Джону хорошее образование, а также пробудили в мальчике интерес к науке.
В 12 лет Джон сильно заинтересовался математикой, к которой имел неординарные способности. Несколько лет спустя, после того, как он превосходно справился с трудной задачей, которую Поплу дал его новый учитель математики, было принято решение, что Джон должен получить математическое образование в Кембриджском университете.

### Кембриджский университет (1942—1958)
В 1942 году Джон Попл сдал вступительные экзамены в Тринити-колледж Кембриджского университета и поступил в этот университет осенью 1943 года. В мае 1945 года он успешно сдал вторую часть экзамена на степень бакалавра математики и остался в Тринити для продолжения обучения. Позже Джон был вынужден оставить Кембридж из-за того давления, которое оказывалось на университет в связи с необходимостью приёма демобилизованных военнослужащих, вернувшихся в Соединённое Королевство после войны. Поскольку областью его научных интересов в то время была газодинамика, Попл некоторое время работал в авиационной компании Бристоля, но в конечном итоге разочаровался в этой работе. В 1947 году он вернулся в Кембридж, чтобы сдать третью часть экзамена на степень бакалавра, уделяя значительное внимание теоретической физике. В процессе обучения он слушал лекции, читавшиеся такими учеными, как Г. Бонди, П. А. М. Дирак, Н. Кеммер, Ф. Хойл и Д. Леннард-Джонс. Увидев, какое множество талантливых людей работает над развитием квантовой электродинамики и описанием поведения элементарных частиц, Джон решил также работать в этой области науки. Он обратился к Джону Леннарду-Джонсу, который к тому времени имел несколько значимых работ по межатомным взаимодействиям, теории молекулярных орбиталей и теории жидкостей. В июле 1948 года Джон Попл начал работать на факультете теоретической химии в качестве аспиранта. Его руководителем стал глава факультета — Дж. Леннард-Джонс.
В 1953 году Леннард-Джонс покинул Кембридж, а на должность руководителя факультета теоретической химии был избран Хью Кристофер Лонге-Хиггинс. В 1954 году Джон начал читать здесь лекции по математике. По приглашению В. Шнайдера Попл летом 1956—1957 годов посещает лаборатории Национального научно-исследовательского совета Канады в Оттаве, чтобы ознакомиться с экспериментальными достижениями в спектроскопии ядерного магнитного резонанса (ЯМР).

### Национальная физическая лаборатория (1958—1964)
В 1958 году Джон принял руководство новым подразделением фундаментальной физики в Национальной физической лаборатории Соединённого Королевства (Теддингтон, на юго-западе Лондона). Директором Национальной физической лаборатории в то время был уважаемый специалист по ИК-спектроскопии — Гордон Сатерленд, который недавно вернулся из Мичиганского университета. Джон надеялся, что его подразделение будет центром активных исследований, поэтому пригласил таких выдающихся учёных, как Дэвид Уиффен, Кит Мак-Лафлен, Рей Фриман и Раймонд Авраам.
Джон Попл со своей семьёй поселились в доме в Вейбридже. Этот период явился переломным в жизни учёного: по совету Боба Парра Джон в 1961—1962 годах много времени провел в технологическом институте Карнеги, который расположен в Питтсбурге, штат Пенсильвания. В этот период он решает подыскать должность в университете Соединённого Королевства или США, которая позволяла бы тратить больше времени на исследования. Рассмотрев достаточно большое количество предложений с американской стороны, он решает вернуться в Питтсбург в 1964 году.

### Питтсбург (1964—1993)
Джон Попл начал работу в технологическом институте Карнеги в должности профессора химической физики в марте 1964 года. В 1967 году, после объединения с институтом Меллон этот институт стал называться университетом Карнеги-Меллон, а Джон стал профессором естествознания.
Джон также являлся одним из основателей Международной Академии квантово-молекулярных исследований (англ. International Academy of Quantum Molecular Science), которая была основана в 1964 году, и был президентом этой академии в 1997—2000 годах.
В 1981 году все дети Попла покинули родительский дом, и Джон и Джой решили переехать в Иллинойс, поближе к своей дочери Хиллари и её семье. Они приобрели дом в Роджер Парк, в штате Чикаго, а позже, в 1988 году переехали в Уилметт. Джон продолжал дистанционно руководить своей исследовательской группой в Питтсбурге.

### Северо-западный университет (1986—2004)
Джон был адъюнкт-профессором химии в Северо-западном университете в Эванстоне, штат Иллинойс с 1986 года до выхода на пенсию в 1993 году. После этого он продолжил свои исследования совместно со своими коллегами из Северо-западного университета, включая Марка Ратнера и Джорджа Шарца.
В феврале 2004 года у Джона нашли неоперабельную форму рака, и 15 марта он умер дома, в окружении семьи. Поминальная служба была проведена в Первой Объединённой Методистской Церкви (англ. First United Methodist Church) в Эванстоне, штат Иллинойс.

## Научные достижения

### Теория молекулярных орбиталей
Первая статья Джона — «Теория молекулярных орбиталей о химической валентности. IV. Значимость эквивалентных орбиталей» была отправлена в печать 16 декабря 1949 года. В этой работе Попл и Леннард-Джонс продемонстрировали данную теорию на примере молекул воды и аммиака: они показали важность учёта неподелённых пар электронов при определении формы молекулы. В его второй статье, «Структура воды и схожих молекул», которая была отправлена в печать в тот же день, было показано, что электронная структура воды может быть описана двумя наборами из двух эквивалентных орбиталей, ориентированных в направлениях, близких к тетраэдрическим — две связи OH и две неподелённые пары. В части IX, Леннард-Джонс и Попл рассмотрели отталкивание двух электронов с противоположными спинами, занимающих одну пространственную орбиталь. В части XVI Эндрю Хёрли, Джон Попл и Джон Леннард-Джонс распространили теорию отталкивания электронных пар на насыщенные многоатомные молекулы.
В 1951 году Джон Попл получил докторскую степень (PhD) за диссертацию, озаглавленную «Орбитали неподеленных электронных пар». Также за эту диссертацию он получил статус научного сотрудника в Тринити.

### Статистическая механика
Помимо разработки теории молекулярных орбиталей, Джон также активно занимался статистической механикой. В трёх его работах под общим названием «Молекулярная ассоциация в жидкостях» использовалась концепция неподелённых электронных пар для описания молекулярных взаимодействий в полярных жидкостях.
В своей работе по статистической механике молекул с осевой симметрией Джон представил общий метод изучения термодинамических эффектов межмолекулярных сил. Впоследствии эту работу выбрали для публикации в книге «100 лет физической химии» (2003), изданной в честь столетия Фарадеевского общества.

### Работа в области спектроскопии
Джон Попл и Лонге-Хиггинс совместно работали над исследованиями электронного спектра поглощения ароматических молекул и спектральных сдвигов, обусловленных влиянием растворителя. Мотивация их работы над эффектом Реннера-Теллера во многом была обусловлена экспериментальными спектроскопическими исследованиями радикала NH2, проведёнными Дресслером и Рамзи в 1959 году.
Развивавшаяся в то время спектроскопия ЯМР, зарекомендовала себя как новый мощный инструмент в химических исследованиях, и Джон быстро оценил важность этого аналитического метода: вместе с В. Шнайдером Джон издаёт книгу под названием «Спектроскопия ЯМР высокого разрешения». Также Джон опубликовал несколько работ по ЯМР в первых выпусках журнала Molecular Physics, который начал издаваться в 1958 году под редакцией Лонге-Хиггинса.

### Развитие полуэмпирических методов теоретической химии
В 1952 году Попл сформулировал общий план развития математических моделей, которые смогли бы описать «всю химию» на достаточно хорошем уровне. В Питтсбурге Джон решил вернуться к фундаментальной проблеме электронной структуры. Возможности для развития теоретической химии существенно возросли за прошедшее время, главным образом ввиду быстрого развития ЭВМ. Возможно, Попл поздно оценил то, какую роль компьютеры могут сыграть в квантовой химии, однако в 1964 году очевидным фактом было то, что разработка эффективных компьютерных программ — одна из важных задач, стоящая перед теоретической химией. Джон активно взялся за эту задачу — и серьёзно преуспел в этом. Модель, которую он предложил, использует чётко-определённую процедуру для поиска приближённого решения стационарного уравнения Шрёдингера. Она включает следующие шаги:
1. Выбор подходящей точности вычислений. Для таких величин, как энергии ионизации или теплоты образования, приемлемой является точность около 1 ккал/моль.
2. Чётко формулируется математическая процедура поиска приближённого решения.
3. Процедура применяется в той форме, в которой её применение потребует разумного времени при терпимой стоимости вычислений.
4. Результаты полученных вычислений необходимо сравнить с имеющимися экспериментальными фактами, чтобы понять, достигнуто ли удовлетворительное описание.
5. Модель может давать предсказания и решать некоторые споры в области химии.
Четвёртое требование обеспечивает проверку результатов вычислений на достаточно широком наборе молекул (настолько широком, насколько это возможно), а пятый шаг является тем аспектом теоретической модельной химии, который наиболее интересен широкому кругу учёных-химиков.
Научно-исследовательская группа Джона Попла быстро начала работать над развитием полуэмпирической теории Паризера-Парра-Попла о плоских ненасыщенных углеводородах. Также плодами первых лет работы Джона в Питтсбурге являются такие методы вычислительной химии, как метод полного пренебрежения дифференциальным перекрыванием (англ. Complete Neglect of Differential Overlap, CNDO), метод частичного пренебрежения дифференциальным перекрыванием (англ. Intermediate Neglect of Differential Overlap, INDO) и метод пренебрежения двухатомным дифференциальным перекрыванием (англ. Neglect of Diatomic Differential Overlap, NDDO). В книге «Приближения теории молекулярных орбиталей», авторство которой принадлежит Поплу и Бевериджу, рассматривается группа полуэмпирических полноэлектронных SCF методов, которые прочно утвердились к началу 1970-х годов. Полуэмпирические методы представляют собой достаточно экономную альтернативу методам расчёта ab initio, однако они ограничены приближениями в расчёте интегралов и вынуждены использовать эмпирические значения определённых параметров. Также было интенсивное соперничество с Майклом Дьюаром, чьи вычислительные методы (MINDO/3, MNDO и AM1) были широко распространены в то время. Методы вычислений Дьюара, такие как MINDO/3 и MNDO представляли собой усовершенствованные методы Попла (INDO и NNDO соответственно), поэтому соперничество частично касалось сравнения относительной точности вычислений по методам Дьюара и соответствующих низкоуровневых ab initio методов. Однако ни Дьюар, ни Попл не предвидели, что теория функционала плотности (англ. density functional theory, DFT), которую начали разрабатывать в 1964 году, вытеснит полуэмпирические методы с позиций «расчётно-простой» теоретической химии.

### Создание новых наборов базисных функций
Одной из ключевых задач для развития методов вычислительной химии была разработка эффективных наборов базисных функций. Весомый вклад в это внесла идея, предложенная Бойзом, которая позволила преодолеть узкое место в вычислениях ab initio с использованием орбиталей слэтеровского типа: Бойз заметил, что произведение гауссовых функций двух атомов также представляет собой функцию Гаусса со значением экстремума в третьей точке. В качестве недостатка гауссовых функций можно отметить то, что они некорректны, ни вблизи ядер, ни на расстоянии от них. Однако можно получить эффективный набор базисных функций, представив орбиталь слэтеровского типа как линейную комбинацию гауссовых функций и осуществив оптимизацию с помощью МНК. На основе этих идей группа Джона Попла создала несколько широко используемых базисных наборов. Например, STO-3G — набор базисных функций, в котором каждая из минимального числа атомных орбиталей слэтеровского типа представляется в виде линейной комбинации трёх гауссовых функций, оптимизированных с помощью МНК. Также впоследствии базисные наборы были улучшены посредством добавления ещё одной базисной функции к валентной орбитали. Это было сделано для того, чтобы можно было учесть анизотропное распределение зарядов. Например, базис 6-31G, который также называют валентно-расщеплённым базисным набором, состоит из шести простых гауссовых функций, которые используются для аппроксимации атомных орбиталей внутренних оболочек и три простых гауссовых функции и ещё одна простая гауссова функция для описания валентных оболочек всех рассматриваемых атомов. Добавив один набор гауссовых функций d-типа для определённых атомов к базису 6-31G, можно также описать поляризацию электронов в химической связи. Полученный таким образом базис, 6-31G* (или 6-31G(d)) часто используется в вычислительной химии. Диффузные функции, которые особенно важны для описания анионов и возбуждённых электронных состояний, включены в базис 6-31G+(d). Использование метода Хартри-Фока с базисом 6-31G* для описания конформаций молекул и химических свойств подробно изложено в книге «Ab initio теория молекулярных орбиталей», за авторством Попла и его коллег.

### Развитие пакетов компьютерных программ Gaussian
В конце 1960-х годов Джон заметил определённую тенденцию от полуэмпирических к ab initio методам. Тогда Попл с коллегой серьёзно улучшили эффективность оценки интегралов, используя приём вращения оси, ограничивая тем самым число арифметических операций в основных секциях программы. Сам Джон считал, что это одно из самых значимых его достижений.
Компьютерная программа Gaussian 70, разработанная Джоном Поплом и его коллегами, внесла значительный вклад в квантовую химию: скорость вычислений и удобный интерфейс данной программы позволили проводить расчёты ab initio на большом числе компьютеров, даже на тех, которые обладали скромной вычислительной мощностью.
В 1969 году Пол Шлейер прочитал ряд лекций по карбониевым ионам в университете Карнеги-Мелон, после чего последовало длительное плодотворное сотрудничество этого учёного с Поплом. Шлейер занимался тестированием программ Попла. Возможность изучения химии с помощью вычислительных методов так вдохновила Шлейера, что он переехал в Эрланген в 1976 году, чтобы больше времени отдавать расчётам.
Прямые методы вычислений были центральным направлением при разработке программ Gaussian 80 и 90.

### Развитие методов расчётаab initio
Ещё один расчётный метод, предложенный Джоном Поплом, известен как метод квадратичного конфигурационного взаимодействия (англ. quadratic configurational interaction, QCISD) и по уровню точности расчёта находится между методами CISD и CCSD. Учёт корреляции трёх тел реализован в высокоуровневых вариантах метода связанных кластеров, CCSD(T), а также QCISD(T), которые разработаны Кришнаном Рагавашари, работавшим в группе Попла, а метод CCSD(T) достаточно хорошо описывает параметры сильных и слабых связей и является одним из основных методов для высокоточных вычислений.
Группа Попла также сделала достаточно важный вклад в развитие методов вычисления вторых производных: в результате более совершенные методы расчёта силовых постоянных нашли широкое применение в колебательной спектроскопии, а также сыграли важную роль в идентификации переходных состояний и исследований поверхностей потенциальной энергии. Также Джон внёс большой вклад в развитие методик анализа градиента для корреляционных методов.
В конце 1980-х годов Джон осознал возможности развития стандартных методов расчёта электронной структуры, таких как HF и MP2 для исследования больших молекул с использованием прямых методов. В этих методах значения двухэлектронных интегралов используются сразу же, как посчитаны, а затем удаляются (они могут быть посчитаны вновь, если в этом возникнет необходимость), чтобы уменьшить объём занимаемой оперативной памяти и увеличить скорость вычислений. Вместе с коллегами Попл дополнил метод самосогласованного поля расчётом энергий и градиентов с помощью MP2.
Важной особенностью модели Попла является то, что она позволяет проводить оценку погрешности рассчитанных значений посредством калибровки на основе имеющегося набора экспериментальных данных. Поэтому, с целью улучшить точность теоретических моделей, увеличив тем самым их практичность, была создана модель G3, которая использует набор из 299 экспериментальных разностей энергий, включая молекулы «размером» до 42-х электронного бензола. Попл описывает модель G3, как, впрочем и существовавшие до неё модели G1, и G2, как «слегка эмпирическую», в которой также скорректированы рассчитанные методом Хартри-Фока в гармоническом приближении энергии нулевых колебаний и добавлены небольшие поправки для компенсации неполноты базисного набора, а также включены небольшие экспериментальные поправки для спин-орбитального расщепления отдельных атомов.

## Награды
- 1948 — Mayhew Prize[англ.]
- 1958 — Marlow Medal of the Faraday Society[нем.]
- 1961 — Член Лондонского королевского общества[22]
- 1970 — Премия Ирвинга Ленгмюра[англ.]
- 1971 — Член Американской академии искусств и наук
- 1972 — Премия столетия
- 1977 — премия Лайнуса Полинга
- 1979 — Лекции 3M
- 1988 — Медаль Дэви
- 1992 — Премия Вольфа по химии
- 1998 — Нобелевская премия по химии «за разработку вычислительных методов квантовой химии»
- 1999 — Почётный Член Тринити-колледжа Кембриджского университета
- 2001 — Почётный доктор Кембриджского университета
- 2002 — Медаль Копли
- 2003 — Рыцарь-командор Ордена Британской империи

## Память
Мемориальный симпозиум, организованный Лео Радомом и Берни Шлегелем в честь Джона Попла, был организован во время собрания Американского химического общества, которое состоялось в Диего, в марте 2005 года. На симпозиум пришли почти все ученики и коллеги Джона, а также Хиллари и Эндрю Попл.
Компьютерный класс в средней школе Бристоля (англ. Bristol Grammar School) был назван в честь Джона Попла.

## Семья
В 1948 году Джон учился играть на пианино под руководством Джой Синтии Боуэрс. 22 сентября 1952 года, после продолжительных ухаживаний, Джон и Джой поженились в Церкви Святой Марии Великой. Вначале они жили в доме в Триплоу, недалеко от Кембриджа. В 1955 году они переехали в новый дом, расположенный на территории Тринити-колледжа в западном Кембридже. У Джона и Джой были тёплые взаимоотношения до самой её смерти в 2002 году.
В период совместной жизни у них родились четверо детей: Хилари (1953), Адриан (1955), Марк (1958) и Эндрю (1961).

## Личные качества
Джон Попл был одарённым преподавателем и искусным лектором. Также его сконцентрированность на исследованиях сильно восхищала коллег и студентов Джона. Попл с неохотой занимался административными делами и всегда думал, что самый большой вклад он сделал в практические исследования.